# Okres Busko
Okres Busko (polsky Powiat buski) je okres v polském Svatokřížském vojvodství. Rozlohu má 968 km² a v roce 2019 zde žilo 71 596 obyvatel. Sídlem správy okresu je město Busko-Zdrój.

## Gminy
Městsko-vesnická:
- Busko-Zdrój
- Nowy Korczyn
- Pacanów
- Stopnica
- Wiślica

Vesnické:
- Gnojno
- Solec-Zdrój
- Tuczępy

## Města
- Busko-Zdrój
- Nowy Korczyn
- Pacanów
- Stopnica
- Wiślica

## Sousední okresy
| Růžice kompasu |            | Kielce      |         | Růžice kompasu |
| Růžice kompasu | Pińczów    | Sever       | Staszów | Růžice kompasu |
| Růžice kompasu | Pińczów    | Okres Busko | Staszów | Růžice kompasu |
| Růžice kompasu | Pińczów    | Jih         | Staszów | Růžice kompasu |
| Růžice kompasu | Kazimierza | Dąbrowa     |         | Růžice kompasu |